# Rhein (Schiff, 1874)
Die Rhein war ein Flussmonitor der deutschen Kaiserlichen Marine. Sie war das Typschiff der Rhein-Klasse, zu der noch das Schwesterschiff Mosel gehörte. Die 1872 vom Stapel gelaufene Rhein war nur kurze Zeit im Einsatz und wurde 1884 verkauft.

## Geschichte

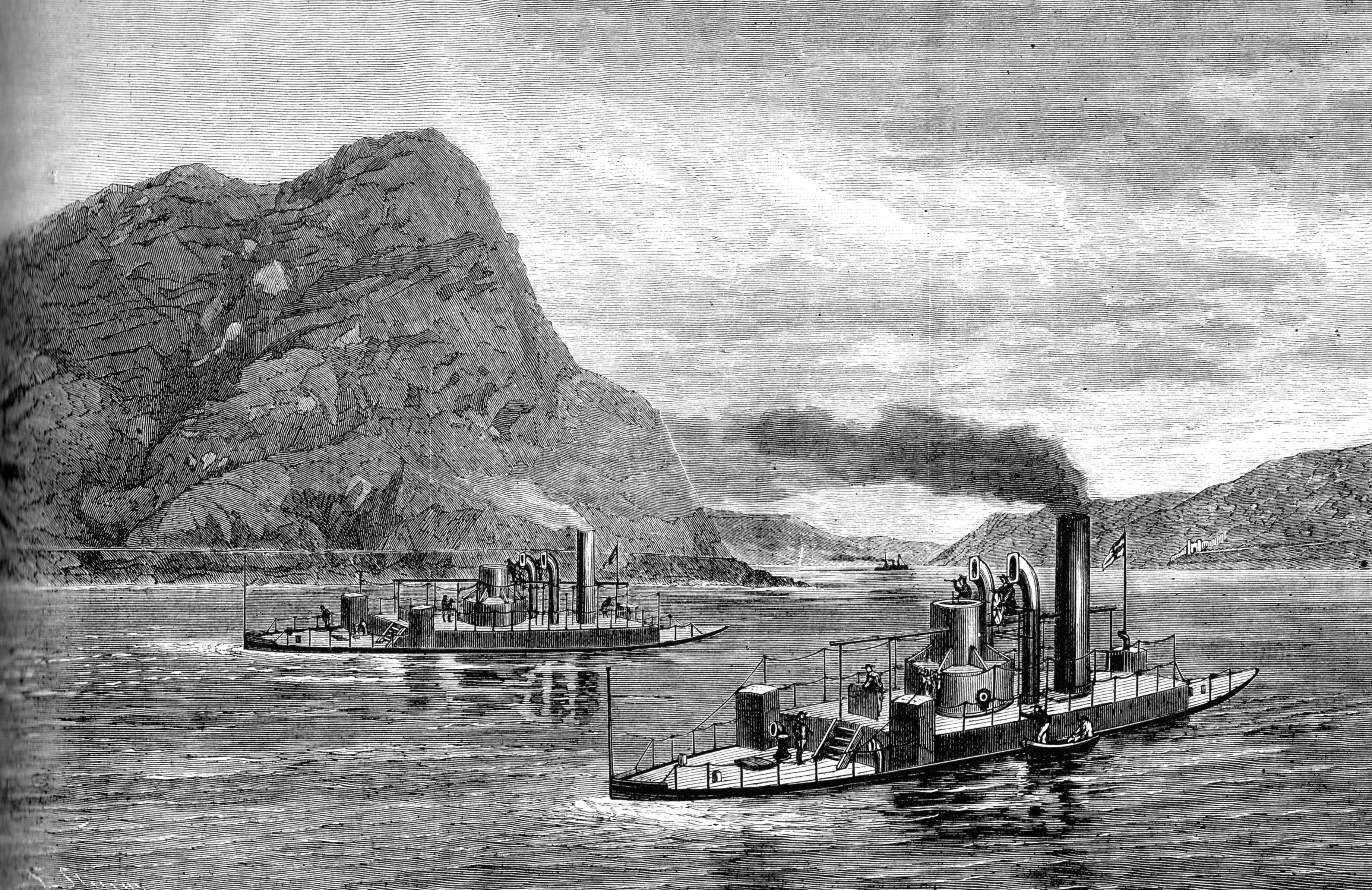
Die Flusskanonenboote Rhein (links) und Mosel auf dem Rhein 1875

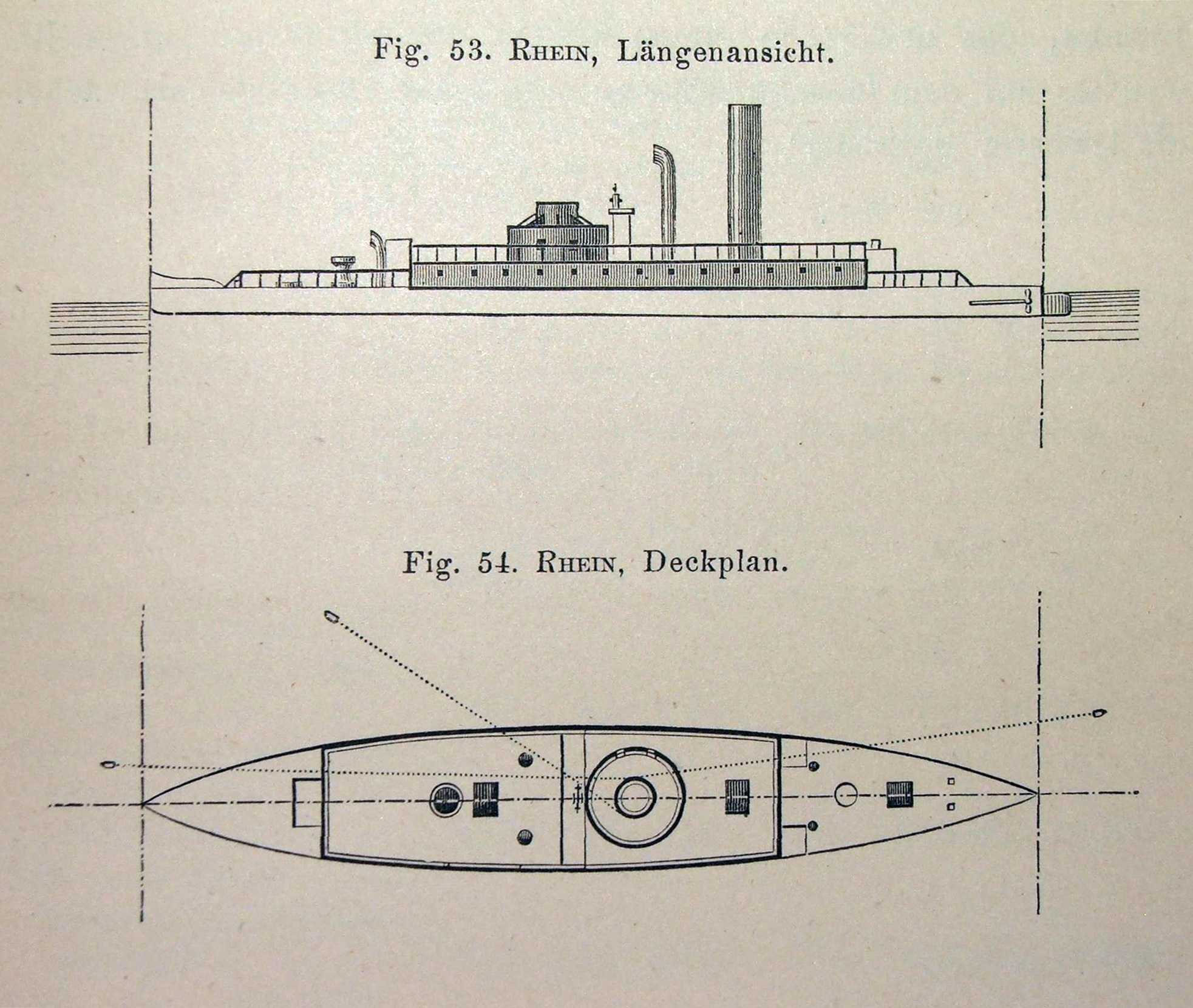
Zeichnung der Rhein

Die Rhein und ihr Schwesterschiff Mosel waren speziell für den Einsatz als Artillerieträger auf dem Rhein konzipiert. Vorbilder waren die beiden Donau-Monitore der k.u.k. Kriegsmarine Leitha und Maros. Bewaffnet waren sie mit  je zwei 12-cm-Kanonen in einem drehbaren Geschützturm auf dem Oberdeck. Aufgabe der Flussmonitore war die Sicherung der festen Rheinbrücken, vor allem bei Rheinhausen, für den Fall eines französischen Einmarsches in Deutschland.
Die Rhein wurde im Juli 1872 auf der Bremer Werft AG Weser auf Kiel gelegt. Noch im selben Jahr standen die Monitore zum Stapellauf bereit. Die Fertigstellung zog sich bis zum Frühjahr 1874 hin. Am 25. April 1874 konnten beide Schiffe erstmals für die Überführung in den Rhein in Dienst gestellt werden. Die Fahrt führte dabei über Rotterdam. Ihre Geschütze erhielten die Monitore vermutlich in der Festung Wesel. Am 7. April 1875 fand die zweite Indienststellung statt. In der Folgezeit fuhren die beiden Schiffe gemeinsam für eine erste Erprobungsreise den Rhein aufwärts bis nach Straßburg. Am 20. April wurden sie bei Biebrich von Kaiser Wilhelm I. besichtigt, der an Bord der Rhein eine kurze Vorführungsfahrt unternahm.
Die Rhein und ihr Schwesterschiff kamen am 17. Mai 1875 unter den Befehl der 7. Festungs-Inspektion des VIII. Armeekorps in Koblenz. Zusammen mit zwei im Deutsch-Französischen Krieg erbeuteten französischen Flusskanonenbooten bildete sie die „Rhein-Flusskanonenboot-Flottille“ mit dem Liegehafen Koblenz. Weitere Einsätze sind jedoch nicht bekannt. Die Rhein und die Mosel wurden im Dezember 1884 für 3.500 Mark verkauft.